# Dubovice

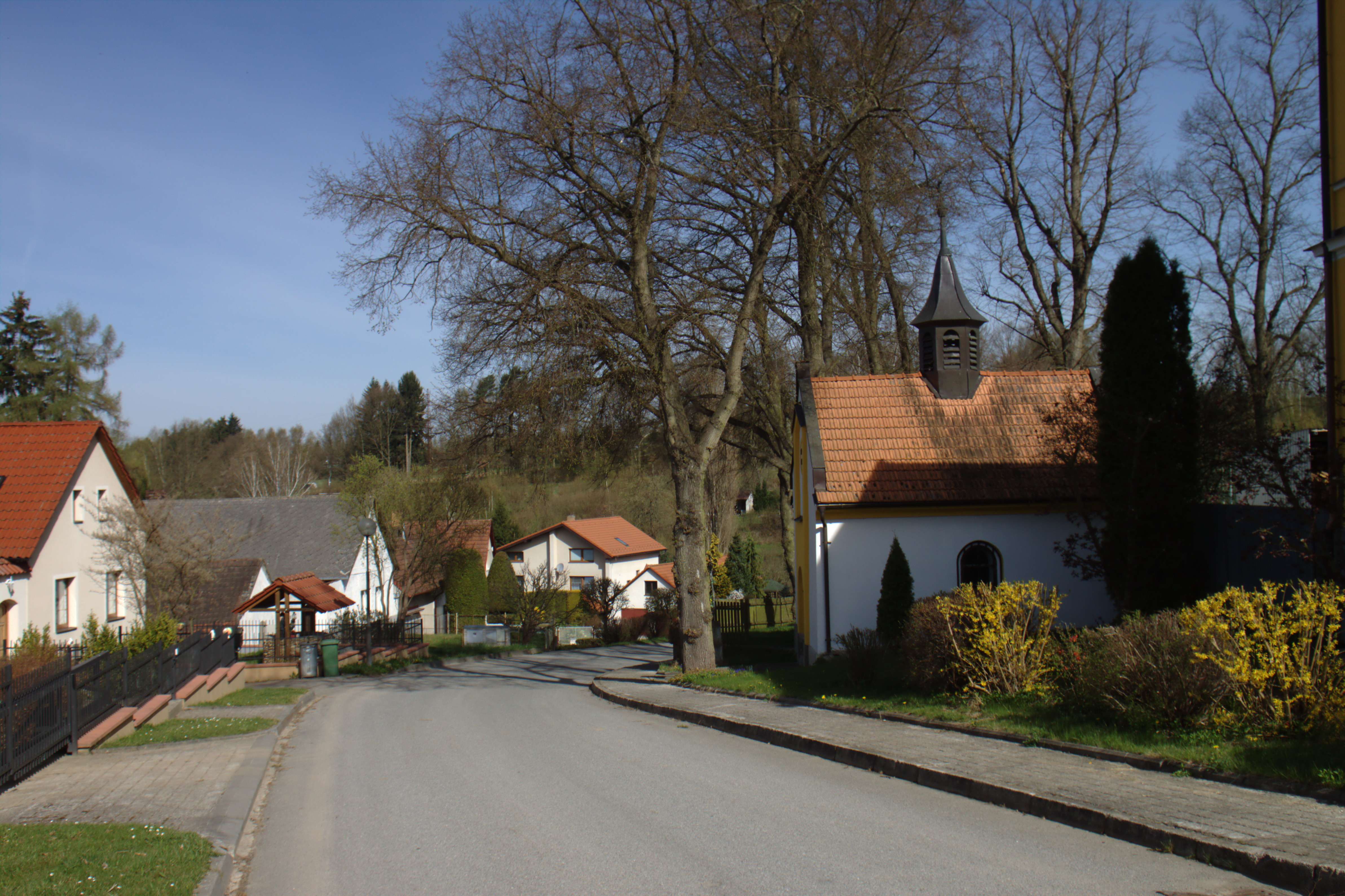
Dubovice (2015)

Dubovice (deutsch Dubowitz) ist eine Gemeinde in Tschechien. Sie liegt vier Kilometer westlich von Pelhřimov und gehört zum Okres Pelhřimov.

## Geographie
Dubovice befindet sich am westlichen Hang des Hügels Varta (623 m) über dem Tal der Hejlovka in der Böhmisch-Mährischen Höhe. Südöstlich erhebt sich der Hosopýl (608 m). Der Ort liegt südlich der Staatsstraße 19 von Pelhřimov nach Tábor, von der aus eine Stichstraße nach Dubovice führt.
Nachbarorte sind Čakovice im Norden, Starý Pelhřimov im Nordosten, Pelhřimov im Osten, Myslotín im Südosten, Vlásenice im Süden, Vlásenický Dvůr, Proseč-Obořiště und Nová Cerekev im Südwesten, Stanovice und Čížkov im Westen sowie Pejškov und Lipice im Nordwesten.

## Geschichte
Die erste urkundliche Erwähnung von Dubovice stammt aus dem Jahre 1379.

## Gemeindegliederung
Für die Gemeinde Dubovice sind keine Ortsteile ausgewiesen.

## Sehenswürdigkeiten
- Kapelle am Dorfplatz